# (20230) Blanchard
(20230) Blanchard (1997 XH5) – planetoida z grupy pasa głównego asteroid okrążająca Słońce w ciągu 3,52 lat w średniej odległości 2,31 j.a. Odkryta 6 grudnia 1997 roku.